# Pteropus dasymallus
Pteropus dasymallus is een vleermuis uit het geslacht Pteropus die voorkomt in Japan (Riukiu-eilanden, Daito-eilanden en Zuid-Kyushu) en op Taiwan en de Filipijnse eilanden Batan, Dalupiri en Fuga. Het is een van de meest noordelijk voorkomende soorten uit de familie, na de vliegende vos (P. giganteus) in China en de Nijlroezet (Rousettus aegyptiacus) op Cyprus. Er worden vijf ondersoorten erkend: P. d. daitonensis Kuroda, 1921, P. d. dasymallus Temminck, 1825, P. d. formosus Sclater, 1873, P. d. inopinatus Kuroda, 1933 en P. d. yayeyamae Kuroda, 1933. Een andere indeling erkende vier ondersoorten: P. d. dasymallus (Kyushu, Takara en Kuchino-Erabu), P. d. daitonensis (Kita-daito, Minamidaito en Daito), P. d. yayeyamae (Ishigaki, Iriomote, Kuroshima, Kohama, Hatoma en Yonakuni) en P. d. formosus (Taiwan). De Filipijnse populatie is waarschijnlijk de grootste, maar er is weinig over bekend; over deze populatie is ook pas in 1992 voor het eerst gerapporteerd.
Pteropus admiralitatum · Pteropus aldabrensis · Pteropus alecto · Pteropus anetianus · Pteropus aruensis · Pteropus brunneus · Pteropus caniceps · Halstervleerhond (Pteropus capistratus) · Pteropus chrysoproctus · Pteropus cognatus · Pteropus conspicillatus · Pteropus dasymallus · Pteropus faunulus · Pteropus fundatus · Vliegende vos (Pteropus giganteus) · Pteropus gilliardorum · Pteropus griseus · Pteropus howensis · Pteropus hypomelanus · Chuukvleerhond (Pteropus insularis) · Pteropus intermedius · Pteropus keyensis · Comorenvleerhond (Pteropus livingstonii) · Pteropus lombocensis · Pteropus loochoensis · Lyles vleerhond (Pteropus lylei) · Pteropus macrotis · Pteropus mahaganus · Pteropus mariannus · Pteropus melanopogon · Pteropus melanotus · Pohnpeivleerhond (Pteropus molossinus) · Pteropus neohibernicus · Zwarte vleerhond (Pteropus niger) · Pteropus nitendiensis · Pteropus ocularis · Pteropus ornatus · Pteropus pelewensis · Pteropus personatus · Pteropus pilosus · Pteropus pohlei · Grijskopvleerhond (Pteropus poliocephalus) · Boninvleerhond (Pteropus pselaphon) · Pteropus pumilus · Pteropus rayneri · Pteropus rennelli · Rodriguesvleerhond (Pteropus rodricensis) · Rode vleerhond (Pteropus rufus) · Pteropus samoensis · Pteropus scapulatus · Pteropus seychellensis · Pteropus speciosus · Pteropus subniger · Pteropus temminckii · Pteropus tokudae · Tongavleerhond (Pteropus tonganus) · Pteropus tuberculatus · Pteropus ualanus · Kalong (Pteropus vampyrus) · Pteropus vetulus · Pembavleerhond (Pteropus voeltzkowi) · Pteropus woodfordi · Pteropus yapensis